# Bundesverband Musikindustrie
Bundesverband Musikindustrie (abreviado BVMI) es la asociación que representa los intereses de la industria discográfica alemana, nacida tras la fusión de las secciones nacionales de la International Federation of the Phonographic Industry y la organización local BPW (Bundesverband der Phonographischen Wirtschaft).
BVMI representa a aprox. 350 sellos, lo que significa el 90% del mercado musical alemán. y es miembro de la asociación IFPI.

## Clasificaciones
Desde 1977, BVMI se ocupa de publicar la clasificación oficial de los trabajos musicales más vendidos en Alemania, realizada específicamente por la compañía Media Control GfK International.
Hasta la fecha realizan la clasificación de forma semanal de álbumes, recopilaciones, sencillos y DVD musicales más vendidos, así como clasificaciones de distintos géneros musicales.

## Certificaciones
Desde 1975 BVMI es la entidad encarga de determinar la certificación de los discos de oro y de platino relacionados con las ventas en el país. Los niveles de ventas necesarios para alcanzar una certificación varían según la tipología del producto y se han actualizado en el pasado para adecuarlos a las cambios del mercado discográfico nacional.

### Álbumes
| Hasta el 24 de septiembre de 1999                                  | 250 000 | 500 000 | —       |
| Desde el 25 de septiembre de 1999 hasta el 31 de diciembre de 2002 | 150 000 | 300 000 | —       |
| Desde el 1 de enero de 2003                                        | 100 000 | 200 000 | —       |
| Desde el 1 de junio de 2014                                        | 100 000 | 200 000 | 750 000 |

### Sencillos
| Fecha de publicación                                    | Cifra de ventas necesaria | Cifra de ventas necesaria | Cifra de ventas necesaria |
| Fecha de publicación                                    | Oro                       | Platino                   | Diamante                  |
| ------------------------------------------------------- | ------------------------- | ------------------------- | ------------------------- |
| Hasta el 1 de enero de 2003                             | 250 000                   | 500 000                   | —                         |
| Desde el 1 de enero de 2003 hasta el 31 de mayo de 2014 | 150 000                   | 300 000                   | —                         |
| Desde el 1 de junio de 2014                             | 200 000                   | 400 000                   | 1 000                     |

### DVD
| Fecha de publicación | Cifra de ventas necesaria | Cifra de ventas necesaria | Cifra de ventas necesaria |
| Fecha de publicación | Oro                       | Platino                   |                           |
| -------------------- | ------------------------- | ------------------------- | ------------------------- |
| Desde enero de 2002  | 25 000                    | 50 000                    |                           |

### Álbumes dejazz
| Fecha de publicación | Cifra de ventas necesaria | Cifra de ventas necesaria | Cifra de ventas necesaria |
| Fecha de publicación | Oro                       | Platino                   |                           |
| -------------------- | ------------------------- | ------------------------- | ------------------------- |
| Desde enero de 1992  | 10 000                    | 20 000                    |                           |